# Півні (зупинний пункт)
Півні — зупинний пункт Південно-Західної залізниці (Україна), розташований на дільниці Фастів I — Київ-Волинський між зупинними пунктами Вишняки (відстань — 2 км) і Білки (3 км). Відстань до ст. Фастів I — 13 км, до ст. Київ-Волинський — 44 км.
Зупинний пункт розташований у селі Мотовилівка Фастівського району. Має дві платформи берегового типу.
Відкритий 1929 року.